# دايفيد بيرك
دايفيد بيرك (بالإنجليزية: David Burke)‏ (و. 1934 – م) هو ممثل، من المملكة المتحدة، ولد في ليفربول.

## التعليم
تعلم في الأكاديمية الملكية للفنون المسرحية، في تخصص تمثيل.

## وصلات خارجية
- دايفيد بيرك على موقع IMDb (الإنجليزية)
- دايفيد بيرك على موقع ألو سيني (الفرنسية)
- دايفيد بيرك على موقع ميوزك برينز (الإنجليزية)
- دايفيد بيرك على موقع أول موفي (الإنجليزية)
- دايفيد بيرك على موقع إن إن دي بي (الإنجليزية)
- دايفيد بيرك على موقع قاعدة بيانات الفيلم (الإنجليزية)
- دايفيد بيرك على موقع كينوبويسك (الروسية)